# Louis Grogna

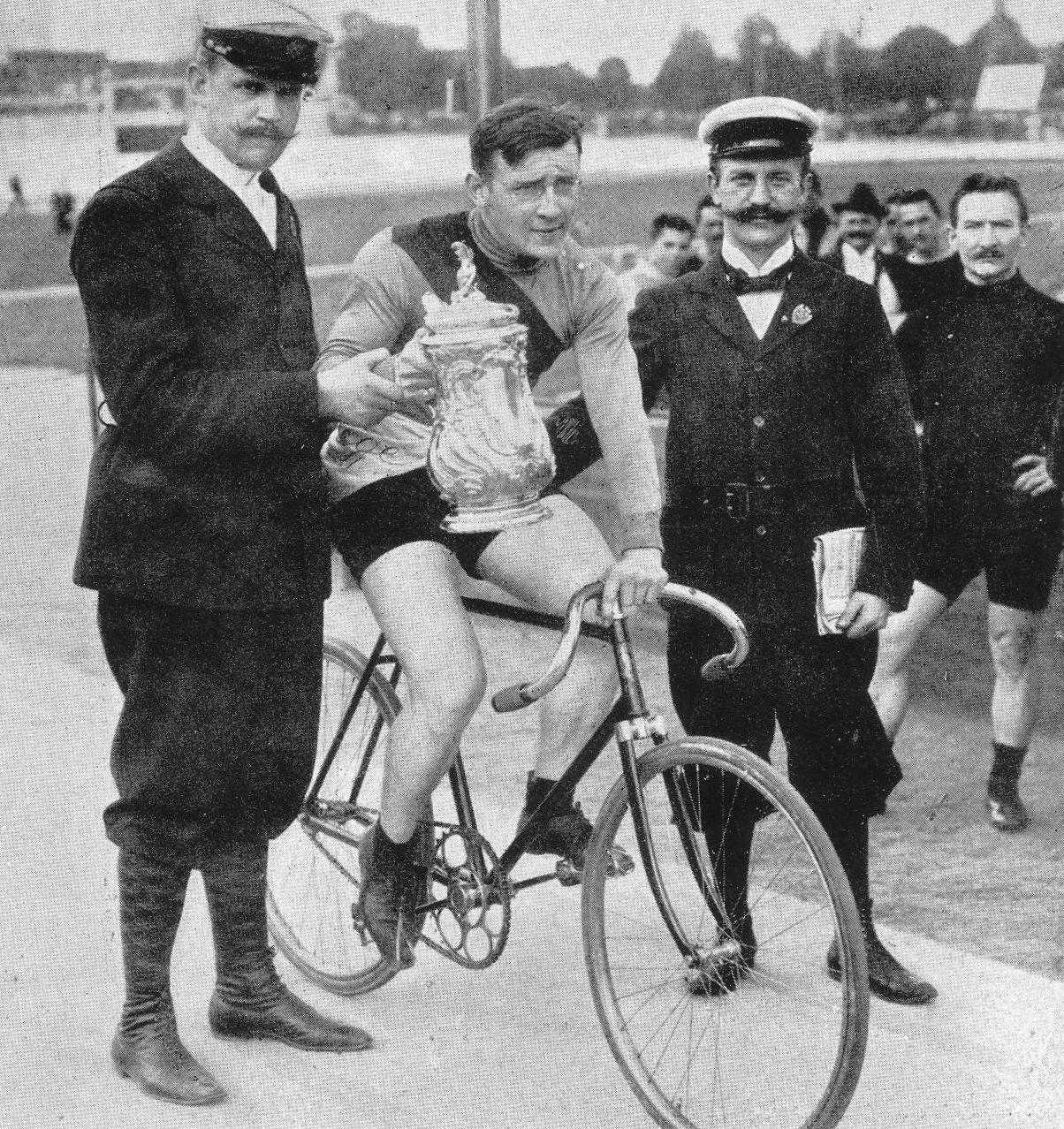
Louis Grogna (1902)

Louis Grogna (* 17. Juni 1879 in Seraing; † 6. März 1940 in Lüttich) war ein belgischer Bahnradsportler.
Louis Grogna war ein Spezialist für den Sprint. In dieser Disziplin gewann er europaweit zahlreiche Große Preise und andere international besetzte Rennen, so u. a. einmal den Grand Prix de Reims, zweimal den Grand Prix d’Angers und den von Aachen. Beim Sprint-Klassiker Grand Prix de Paris belegte er 1902 Rang zwei. 1899 wurde er belgischer Meister im Sprint, im Jahr darauf Vize-Meister.
Weil Grogna klein und bartlos war und zudem eine Brille trug, wurde er Le petit curé (Der kleine Pfaffe) genannt. Er gilt als der Entdecker von Lucien Petit-Breton in Frankreich.